# كريستين غاردنر
كريستين غاردنر (بالإنجليزية: Christine Gardner)‏ هي صحفية أمريكية، ولدت في 1969.